# Поплавский, Альвиан Альвианович (фотограф)
Альвиан Альвианович Поплавский — фотограф-любитель. Глава Архангельского фотографического общества.

## Биография
Получил образование в Архангельском техническом училище. С июня 1899 года по ноябрь 1900 года владел собственным фотографическим заведением. С 1900 года занимался фотографией в любительских целях. Долгие годы возглавлял Архангельское фотографическое общество (АФО), созданное по инициативе Поплавского. С 1901 года был действительным членом Русского фотографического общества. Служил секретарём-казначеем АФО. Снимал раненых в Архангельском госпитале. Впоследствии эти снимки были размещены на открытых письмах, раздававшихся бесплатно. В 1909 году снимал участников экспедиции на Новую землю.

## Награды
- Диплом 2 степени на Первом международном конкурсе световых картин ДАГ (Киев)
- Диплом 3 степени на Первой фотовыставке АФО (за пейзажные картины, 1910 г.)
- Похвальный отзыв на Иркутской фотовыставке (1910 г.)
- Похвальный отзыв Общества архитекторов-художников (за виды Холмогор, 1911 г.)[3]
- Диплом 3 степени на фотоконкурсе АФО (за снимок «Последний снег», 1912 г.)
- Отзыв поощрения на фотовыставке Харьковского отделения ИРТО (за пейзажи, 1912 г.)
- Бронзовая медаль на Уфимской фотографической выставке (1912 г.)
- Поощрительный отзыв ИРТО в Нижнем Новгороде (за пейзаж «В Ледовитом океане», 1913 г.)
- Серебряная медаль 4-го малого конкурса ОФО
- Бронзовая медаль фотографической выставки ОФО в 1913—1914 гг.
- Диплом 3 степени на выставке АФО «Осень 1914 г»